# Classe Afonso de Albuquerque
A classe Afonso de Albuquerque foi uma classe de avisos coloniais de 1ª classe da Marinha Portuguesa, construída em 1934.
Os navios desta classe foram projetados como pequenos cruzadores ligeiros, com um deslocamento máximo de 2 440 toneladas e velocidade de 21 nós, pensados com a função de garantir a soberania de Portugal no seu Império Colonial, em complemento dos avisos de 2ª classe das classes Gonçalo Velho e Pedro Nunes. Nessa função, os avisos da classe passaram, quase toda a sua carreira, em operação nos oceanos Índico e Pacífico, assegurando uma presença naval nos territórios ultramarinos portugueses do Oriente.
Como avisos, os navios da classe estavam, sobretudo, vocacionados para o apoio a operações de desembarque anfíbio e para o apoio a forças em operação em terra.
Inicialmente, os avisos das classe possuíam um hidroavião para reconhecimento e bombardeamento, sendo os primeiros navios da Marinha Portuguesa a disporem de aeronaves embarcadas.
Tanto o NRP Afonso de Albuquerque como o NRP Bartolomeu Dias fizeram parte das forças navais enviadas, em setembro de 1945, para recuperarem a soberania Portuguesa em Timor, depois da ocupação daquele território por forças japonesas, durante a Segunda Guerra Mundial.
A seguir à Segundo Guerra Mundial, os navios foram equiparados a fragatas, recebendo o prefixo F nos seus números de amura.
O Afonso de Albuquerque foi destruído em combate com forças navais da União Indiana, em 18 de Dezembro de 1961, ao largo de Mormugão, durante a invasão do Estado Português da Índia.
Em 1967, o Bartolomeu Dias foi transformado em navio depósito e rebatizado como São Cristovão, sendo, mais tarde, abatido ao serviço.
A classe Afonso de Albuquerque foi substituída, na Marinha Portuguesa, pela classe João Belo.

## Navios na classe
| Nº de amura (1946) | Nome                      | Serviço   | Observações          |
| ------------------ | ------------------------- | --------- | -------------------- |
| F470               | NRP Afonso de Albuquerque | 1935-1961 | Destruído em combate |
| F471               | NRP Bartolomeu Dias       | 1935-1967 | Abatido ao serviço   |